# Alfred von Tirpitz
Alfred von Tirpitz (født 19. marts 1849, død 6. marts 1930) var en tysk storadmiral før og under 1. verdenskrig.
von Tirpitz var grundlæggeren af den tyske højsøflåde. Hans mål var med en stærk flådeoprustning at skabe en maritim styrke, der i det mindste kunne udgøre en alvorlig risiko for den dominerende sømagt, Storbritannien, i tilfælde af krig.
I 1916 blev han afskediget efter uoverensstemmelser med kejser Wilhelm 2. Som en reaktion på Rigsdagens vedtagelse den 19. juli 1917 af den såkaldte Fredsresolution, hvori Rigsdagen opfordrede til fredsslutning, stiftede von Tirpitz sammen med bl.a. Wolfgang Kapp i slutningen af 1917 det højre-nationale politiske parti Deutsche Vaterlandspartei (DVLP).

## Steder og skibe opkaldt efter Tirpitz
I 1898 blev den ubeboede ø på Svalbard, Tirpitzøya, opkaldt efter von Tirpitz. Ligeledes blev det tyske slagskib Tirpitz opkaldt efter ham. 
Under Besættelsen etablerede Værnemagten et bunkeranlæg i Danmark, der blev navngivet Tirpitz-stillingen.